# Jiří Jeslínek
Jiří Jeslínek (ur. 30 września 1987 w Pradze) – czeski piłkarz występujący na pozycji napastnika.

## Kariera piłkarska

### Kariera klubowa
Wychowanek Sparty Praga, w której rozpoczął karierę piłkarską.
Sezon 2006/07 spędził na wypożyczeniu w Dynamie Czeskie Budziejowice. W 2007 roku był także dwukrotnie wypożyczony - do SIAD Most i SK Kladno. Od 2008 roku znajduje się na wypożyczeniu w Bohemiansie Praha. W lutym 2011 podpisał kontrakt z ukraińskim Krywbasem Krzywy Róg, w którym występował do lata 2013. W lipcu 2013 zasilił skład FK Mladá Boleslav.

### Kariera reprezentacyjna
Ma za sobą występy w reprezentacji Czech do lat 21.